# Bärenstein (Erzgebirge)
Bärenstein er en kommune i de øvre Erzgebirge, som efter Kreisreformen i 2008, en del af Erzgebirgskreis i den tyske delstat Sachsen. Tidligere var den en del af den daværende i landkreis Annaberg. Bärenstein opstod omkring 1500, og omtales 1525 som  Pernstein. 1548 blev den et retssted under Annaberg. Bärenstein har et administrationssamarbejde med Königswalde.
Kommunen ligger i 710 meters højde langs den tysk-tjekkiske grænse i dalen til floden Pöhlbach, der via Zschopau og Freiberger Mulde, løber ud i Elben.
2 km nord for byen Bärenstein ligger det 898 m høje basaltbjerg Bärenstein med et udsigtsårn på toppen.

## Nabokommuner
Nabokommuner er mod nord Königswalde, mod vest Sehmatal og mod syd Oberwiesenthal. Mod øst ligger den tjekkiske by Vejprty (Weipert).

## Landsbyer
Landsbyer i Bärenstein:
- Bärenstein,
- Stahlberg,
- Kühberg
- Niederschlag.